# Liste de sondages sur les élections fédérales canadiennes de 1993
Cette page dresse la liste des sondages d'opinions relatifs aux élections fédérales canadiennes de 1993.

## À l'échelle nationale

### Pendant la campagne électorale
| |
| - Parti progressiste-conservateur - Parti libéral du Canada - NPD - Bloc québécois - Parti réformiste |

| Dernier jour du sondage                                           | PLC   | Reform | P.-C. | BQ    | NPD  | Autres | Sondeur    | Échantillon | ME    | Source  |
| ----------------------------------------------------------------- | ----- | ------ | ----- | ----- | ---- | ------ | ---------- | ----------- | ----- | ------- |
| Dernier jour du sondage                                           |       |        |       |       |      |        | Sondeur    | Échantillon | ME    | Source  |
| Résultats du vote                                                 | 41,24 | 18,69  | 16,04 | 13,52 | 6,88 | 3,59   |            |             |       |         |
| 22 octobre 1993                                                   | 43    | 18     | 18    | 14    | 7    | 3      | Angus Reid | NC          | NC    | PDF     |
| 20 octobre 1993                                                   | 44    | 19     | 16    | 12    | 7    | 2      | Gallup     | 1 011       | ± 3,1 | PDF     |
| 20 octobre 1993                                                   | 43    | 17     | 17    | 14    | 7    | 2      | Angus Reid | 3 329       | NC    | [ 1 ]   |
| 14 octobre 1993                                                   | 40    | 16     | 22    | 13    | 7    | 2      | Comquest   | 1 504       | ± 2,5 | [ 2 ]   |
| 6 octobre 1993                                                    | 37    | 18     | 22    | 12    | 8    | NC     | Angus Reid | 1 961       | ± 2,5 | et HTML |
| 28 septembre 1993                                                 | 39    | 17     | 25    | 12    | 6    | 1      | Ekos       | 1 505       | ± 2,5 | PDF     |
| 26 septembre 1993                                                 | 38    | 14     | 26    | 12    | 8    | 2      | Compas     | NC          | NC    | HTML    |
| 23 septembre 1993                                                 | 37    | 13     | 30    | 10    | 8    | 2      | Gallup     | 1 015       | NC    | PDF     |
| 23 septembre 1993                                                 | 34    | 15     | 28    | 12    | 7    | 3      | Léger      | 1 745       | NC    | PDF     |
| 22 septembre 1993                                                 | 36    | 13     | 31    | 11    | 7    | 2      | CROP       | 3 010       | ± 2,0 | PDF     |
| 16 septembre 1993                                                 | 35    | 11     | 35    | 11    | 6    | 2      | Angus Reid | NC          | NC    | HTML    |
| 14 septembre 1993                                                 | 33    | 11     | 36    | 10    | 8    | 2      | Comquest   | 1 446       | ± 2,6 | [ 4 ]   |
| 9 septembre 1993                                                  | 33    | 11     | 34    | 11    | 10   | 2      | Environics | 1 505       | NC    | [ 5 ]   |
| 9 septembre 1993                                                  | 37    | 10     | 35    | 8     | 8    | 2      | Angus Reid | 1 414       | ± 2,5 | HTML et |
| Déclenchement officiel des élections fédérales (8 septembre 1993) |       |        |       |       |      |        |            |             |       |         |

### Au cours de la34elégislature du Canada
La 34e législature du Canada est en session du 12 décembre 1988 au 8 septembre 1993. Sa composition est déterminée par les élections de 1988, tenues le 21 novembre 1988 et s'achève lorsqu'une campagne électorale fédérale est déclenchée le 8 septembre 1993.
|                                                                         |
| (1) marque l'annonce de la démission du premier ministre Brian Mulroney |

#### En 1993 (avant la campagne électorale)
| Dernier jour du sondage                                                | PLC | Reform | P.-C. | BQ | NPD | Autres | Sondeur    | Échantillon | ME    | Source |
| ---------------------------------------------------------------------- | --- | ------ | ----- | -- | --- | ------ | ---------- | ----------- | ----- | ------ |
| Dernier jour du sondage                                                |     |        |       |    |     |        | Sondeur    | Échantillon | ME    | Source |
| 3 septembre 1993                                                       | 33  | 11     | 34    | 11 | 10  | 2      | Environics | NC          | ± 2,3 | [ 7 ]  |
| 16 août 1993                                                           | 40  | 7      | 36    | 6  | 8   | 3      | Gallup     | 1 012       | ± 3,1 | PDF    |
| 5 août 1993                                                            | 39  | 9      | 35    | NC | 7   | NC     | Angus Reid | 1 056       | ± 2,5 | 1, 2,  |
| 13 juillet 1993                                                        | 43  | 7      | 33    | 8  | 8   | 1      | Gallup     | 1 010       | ± 3,1 | PDF    |
| 28 juin 1993                                                           | 39  | 7      | 35    | 7  | 9   | 3      | Angus Reid | 1 501       | ± 2,5 | PDF    |
| Kim Campbell devient première ministre du Canada (25 juin 1993)        |     |        |       |    |     |        |            |             |       |        |
| 17 mai 1993                                                            | 39  | NC     | 31    | NC | 13  | NC     | Gallup     | 1 040       | ± 3,1 | ,      |
| 2 avril 1993                                                           | 29  | 5      | 50    | 6  | 9   | NC     | Gallup     | 1 012       | NC    | [ 11 ] |
| 2 avril 1993                                                           | 39  | NC     | 32    | NC | 13  | NC     | Gallup     | 1 012       | NC    | PDF    |
| 25 mars 1993                                                           | 36  | 9      | 33    | 9  | 12  | NC     | Environics | 1 988       | NC    | [ 11 ] |
| 25 mars 1993                                                           | 42  | 11     | 20    | 9  | 15  | NC     | Environics | 1 988       | NC    | [ 11 ] |
| 18 mars 1993                                                           | 25  | 10     | 43    | 8  | 11  | NC     | Angus Reid | 1 500       | NC    | [ 11 ] |
| 15 mars 1993                                                           | 32  | 10     | 45    | 4  | 9   | NC     | Comquest   | 1 439       | NC    | [ 11 ] |
| 15 mars 1993                                                           | 42  | 7      | 29    | NC | 13  | 9      | Gallup     | 1 025       | ± 3,1 | PDF    |
| Brian Mulroney annonce qu'il quitte la vie politique (24 février 1993) |     |        |       |    |     |        |            |             |       |        |
| 15 février 1993                                                        | 49  | 8      | 21    | 3  | 16  | NC     | Gallup     | 2 017       | ± 2,2 | PDF    |
| 30 janvier 1993                                                        | 46  | NC     | 18    | NC | 17  | NC     | Angus Reid | 1 500       | ± 2,5 | [ 12 ] |

#### En 1992
| Dernier jour du sondage                                               | PLC | Reform | P.-C. | BQ | NPD | Autres | Sondeur    | Échantillon | ME    | Source |
| --------------------------------------------------------------------- | --- | ------ | ----- | -- | --- | ------ | ---------- | ----------- | ----- | ------ |
| Dernier jour du sondage                                               |     |        |       |    |     |        | Sondeur    | Échantillon | ME    | Source |
| 6 décembre 1992                                                       | 42  | 12     | 17    | 9  | 18  | NC     | Angus Reid | 1 500       | NC    | PDF    |
| 5 décembre 1992                                                       | 40  | 15     | 15    | 12 | 18  | NC     | Environics | 2 000       | NC    | PDF    |
| 16 novembre 1992                                                      | 47  | 11     | 22    | NC | 14  | NC     | Gallup     | 1 006       | ± 3,1 | PDF    |
| 14 septembre 1992                                                     | 44  | 8      | 21    | NC | 18  | NC     | Gallup     | NC          | NC    | [ 13 ] |
| L'Accord de Charlottetown est rejeté par référendum (26 octobre 1992) |     |        |       |    |     |        |            |             |       |        |
| 31 août 1992                                                          | 41  | NC     | 20    | NC | 17  | NC     | Angus Reid | 1 500       | ± 2,5 | [ 14 ] |
| 11 juillet 1992                                                       | 42  | 10     | 22    | 6  | 18  | NC     | Gallup     | 1 027       | NC    | 1 et 2 |
| 6 juin 1992                                                           | 44  | 11     | 17    | 6  | 21  | 2      | Gallup     | 1 024       | ± 3,1 | PDF    |
| 26 mai 1992                                                           | 36  | 12     | 20    | 7  | 22  | 3      | Angus Reid | 1 502       | ± 2,5 | [ 15 ] |
| 11 avril 1992                                                         | 36  | 15     | 16    | 9  | 22  | NC     | Gallup     | 1 035       | ± 4,0 | PDF    |
| 7 mars 1992                                                           | 40  | 14     | 12    | 10 | 22  | 2      | Gallup     | 1 001       | ± 4,0 | PDF    |
| 8 février 1992                                                        | 38  | 15     | 11    | 7  | 26  | 2      | Gallup     | 1 001       | ± 4,0 | PDF    |
| 5 février 1992                                                        | 39  | 14     | 16    | 8  | 22  | 1      | Angus Reid | 1 500       | ± 2,5 | [ 17 ] |
| 11 janvier 1992                                                       | 39  | NC     | 12    | NC | 24  | NC     | Gallup     | 1 013       | ± 4,0 | PDF    |

#### En 1991
| Dernier jour du sondage                              | PLC | Reform | P.-C. | BQ | NPD | Autres | Sondeur    | Échantillon | ME    | Source |
| ---------------------------------------------------- | --- | ------ | ----- | -- | --- | ------ | ---------- | ----------- | ----- | ------ |
| Dernier jour du sondage                              |     |        |       |    |     |        | Sondeur    | Échantillon | ME    | Source |
| 7 décembre 1991                                      | 38  | 12     | 23    | 9  | 16  | NC     | Gallup     | 1 006       | ± 4,0 | PDF    |
| 5 décembre 1991                                      | 40  | 15     | 15    | 12 | 18  | 0      | Environics | 2 000       | NC    | [ 18 ] |
| 9 novembre 1991                                      | 37  | 11     | 14    | 11 | 25  | NC     | Gallup     | 1 004       | ± 4,0 | PDF    |
| 28 octobre 1991                                      | 39  | 12     | 16    | 5  | 26  | 2      | Environics | 2 631       | ± 2,2 | [ 19 ] |
| 7 octobre 1991                                       | 39  | 16     | 15    | 10 | 19  | 1      | Environics | NC          | NC    | [ 20 ] |
| 11 septembre 1991                                    | 32  | 14     | 17    | 9  | 25  | NC     | Angus Reid | 1 504       | ± 2,5 | PDF    |
| 7 septembre 1991                                     | 38  | 12     | 16    | 7  | 26  | NC     | Gallup     | 1 037       | ± 4,0 | 1 et 2 |
| 22 août 1991                                         | 39  | 13     | 13    | 8  | 25  | 1      | Gallup     | 1 030       | ± 4,0 | PDF    |
| juillet 1991                                         | 37  | 13     | 17    | 8  | 23  | 2      | Angus Reid | NC          | NC    | PDF    |
| Création officielle du Bloc québécois (15 juin 1991) |     |        |       |    |     |        |            |             |       |        |
| 8 juin 1991                                          | 33  | 18     | 15    | 8  | 23  | 3      | Gallup     | 1 037       | NC    | ,      |
| 2 juin 1991                                          | 34  | 15     | 16    | 6  | 27  | NC     | Angus Reid | 1 508       | ± 2,5 | [ 23 ] |
| 7 mai 1991                                           | 30  | 17     | 16    | 8  | 26  | NC     | Angus Reid | 1 500       | ± 2,5 | ,      |
| 4 mai 1991                                           | 34  | 13     | 14    | NC | 28  | 11     | Gallup     | 1 040       | ± 4,0 | [ 25 ] |
| 13 avril 1991                                        | 32  | 16     | 14    | 10 | 26  | 2      | Gallup     | 1 024       | ± 4,0 | PDF    |
| 20 mars 1991                                         | 34  | 7      | 17    | 4  | 34  | 4      | Angus Reid | 1 503       | ± 2,5 | [ 26 ] |
| 9 mars 1991                                          | 39  | 7      | 16    | 7  | 30  | 1      | Gallup     | 1 039       | ± 4,0 | 1 et 2 |
| 23 février 1991                                      | 29  | 11     | 19    | 9  | 30  | NC     | Environics | 1 506       | ± 2,5 | PDF    |
| 9 février 1991                                       | 35  | 8      | 12    | NC | 34  | NC     | Gallup     | 1 037       | ± 4,0 | [ 27 ] |
| 21 janvier 1991                                      | 32  | 7      | 20    | 4  | 35  | 2      | Angus Reid | 1 501       | ± 2,5 | PDF et |
| 5 janvier 1991                                       | 31  | 9      | 12    | 5  | 41  | 5      | Gallup     | 1 026       | ± 4,0 | ,      |

#### En 1990
| Dernier jour du sondage                                              | PLC | Reform | P.-C. | BQ | NPD | Autres | Sondeur    | Échantillon | ME    | Source |
| -------------------------------------------------------------------- | --- | ------ | ----- | -- | --- | ------ | ---------- | ----------- | ----- | ------ |
| Dernier jour du sondage                                              |     |        |       |    |     |        | Sondeur    | Échantillon | ME    | Source |
| 22 décembre 1990                                                     | 34  | NC     | 15    | NC | 36  | NC     | Angus Reid | 1 500       | ± 2,5 | [ 31 ] |
| 8 décembre 1990                                                      | 32  | 8      | 14    | 8  | 36  | NC     | Gallup     | 1 011       | ± 4,0 | 1 et 2 |
| 19 novembre 1990                                                     | 30  | 11     | 14    | 10 | 32  | 3      | Environics | NC          | NC    | [ 32 ] |
| 10 novembre 1990                                                     | 34  | NC     | 17    | NC | 38  | NC     | Angus Reid | 1 500       | ± 2,5 | [ 33 ] |
| 20 octobre 1990                                                      | 37  | 8      | 16    | 3  | 34  | 2      | Environics | 2 259       | ± 2,2 | [ 34 ] |
| 13 octobre 1990                                                      | 31  | 9      | 15    | 4  | 38  | NC     | Gallup     | 1 041       | ± 4,0 | PDF    |
| 19 septembre 1990                                                    | 39  | NC     | 18    | NC | 33  | 10     | Angus Reid | 1 504       | ± 2,5 | [ 35 ] |
| 15 septembre 1990                                                    | 39  | 7      | 15    | 4  | 32  | 3      | Gallup     | 1 051       | ± 4,0 | PDF et |
| 11 août 1990                                                         | 46  | 6      | 20    | 5  | 22  | 1      | Gallup     | 1 034       | ± 4,0 | PDF et |
| Début de la Guerre du Golfe (2 août 1990)                            |     |        |       |    |     |        |            |             |       |        |
| 14 juillet 1990                                                      | 50  | NC     | 19    | –  | 19  | 10     | Gallup     | 1 034       | ± 4,0 | PDF    |
| 4 juillet 1990                                                       | 50  | 5      | 22    | –  | 21  | NC     | Environics | 1 595       | NC    | [ 38 ] |
| Jean Chrétien devient chef du Parti libéral du Canada (23 juin 1990) |     |        |       |    |     |        |            |             |       |        |
| Échec de la ratification de l'accord du Lac Meech (22 juin 1990)     |     |        |       |    |     |        |            |             |       |        |
| 16 juin 1990                                                         | 50  | 7      | 17    | –  | 23  | 3      | Gallup     | 1 011       | ± 4,0 | PDF et |
| 12 juin 1990                                                         | 50  | NC     | 23    | –  | 17  | 10     | Angus Reid | 1 773       | ± 2,5 | [ 40 ] |
| 5 mai 1990                                                           | 47  | 7      | 18    | –  | 24  | 4      | Gallup     | 1 025       | ± 4,0 | [ 41 ] |
| 7 avril 1990                                                         | 49  | 6      | 16    | –  | 24  | 5      | Gallup     | 1 049       | ± 4,0 | [ 42 ] |
| 2 avril 1990                                                         | 53  | NC     | 15    | –  | 23  | NC     | Angus Reid | 1 501       | ± 2,5 | [ 43 ] |
| 10 mars 1990                                                         | 50  | 5      | 17    | –  | 25  | 3      | Gallup     | 1 054       | ± 4,0 | [ 44 ] |
| 10 février 1990                                                      | 47  | 4      | 19    | –  | 27  | 3      | Gallup     | 1 003       | ± 4,0 | PDF et |
| 7 février 1990                                                       | 46  | NC     | 25    | –  | 22  | NC     | Environics | 1 600       | NC    | [ 46 ] |
| 13 janvier 1990                                                      | 48  | NC     | 22    | –  | 23  | NC     | Gallup     | 1 041       | NC    | PDF    |

#### En 1988 et 1989
| Dernier jour du sondage                                                                     | PLC   | Reform | P.-C. | NPD   | Autres | Sondeur    | Échantillon | ME    | Source |
| ------------------------------------------------------------------------------------------- | ----- | ------ | ----- | ----- | ------ | ---------- | ----------- | ----- | ------ |
| Dernier jour du sondage                                                                     |       |        |       |       |        | Sondeur    | Échantillon | ME    | Source |
| 21 décembre 1989                                                                            | 40    | 3      | 23    | 30    | 3      | Angus Reid | 1 501       | ± 2,5 | PDF et |
| Audrey McLaughlin devient leader du NPD (5 décembre 1989)                                   |       |        |       |       |        |            |             |       |        |
| 11 novembre 1989                                                                            | 42    | NC     | 26    | 25    | 7      | Gallup     | 1 034       | ± 4,0 | [ 48 ] |
| 16 octobre 1989                                                                             | 42    | NC     | 29    | 25    | 4      | Environics | 1 500       | ± 2,5 | [ 49 ] |
| 5 octobre 1989                                                                              | 44    | NC     | 28    | 22    | 6      | Gallup     | 1 034       | ± 4,0 | [ 50 ] |
| 9 septembre 1989                                                                            | 41    | NC     | 30    | 24    | 5      | Gallup     | 1 051       | ± 4,0 | [ 51 ] |
| 8 juillet 1989                                                                              | 38    | NC     | 31    | 25    | 6      | Gallup     | 1 034       | ± 4,0 | [ 52 ] |
| 21 juin 1989                                                                                | 39    | NC     | 34    | 25    | 2      | Environics | 1 443       | ± 2,5 | ,      |
| 30 mai 1989                                                                                 | 37    | NC     | 34    | 26    | 3      | Angus Reid | 1 502       | ± 2,5 | [ 55 ] |
| 20 mai 1989                                                                                 | 40    | NC     | 32    | 25    | NC     | Gallup     | NC          | NC    | PDF    |
| 30 mars 1989                                                                                | 29    | NC     | 44    | 23    | 4      | Angus Reid | 1 501       | ± 2,5 | ,      |
| 25 mars 1989                                                                                | 33    | NC     | 39    | 24    | 4      | Environics | 1 465       | ± 2,5 | [ 57 ] |
| Le Parti réformiste remporte l'élection partielle de Beaver River en Alberta (13 mars 1989) |       |        |       |       |        |            |             |       |        |
| 4 mars 1989                                                                                 | 29    | NC     | 41    | 27    | 4      | Gallup     | 1 018       | ± 3,0 | PDF    |
| 7 janvier 1989                                                                              | 26    | NC     | 48    | 23    | 3      | Gallup     | 1 021       | ± 4,0 | [ 59 ] |
| 3 décembre 1988                                                                             | 28    | NC     | 49    | 20    | 3      | Gallup     | 1 012       | ± 4,0 | [ 60 ] |
| Élection de 1988                                                                            | 31,92 | 2,09   | 43,02 | 20,38 | 2,59   |            |             |       |        |

## Par zone géographique

### Dans les provinces de l'Atlantique
| Dernier jour du sondage                                           | PLC | Reform | P.-C. | NPD | Autres | Sondeur    | Échantillon | M.E.   | Source |
| ----------------------------------------------------------------- | --- | ------ | ----- | --- | ------ | ---------- | ----------- | ------ | ------ |
| Dernier jour du sondage                                           |     |        |       |     |        | Sondeur    | Échantillon | M.E.   | Source |
| 20 octobre 1993                                                   | 59  | 5      | 30    | 5   | 2      | Gallup     | NC          | NC     | PDF    |
| 20 octobre 1993                                                   | 56  | 10     | 28    | 5   | 1      | Angus Reid | NC          | ± 7,0  | [ 1 ]  |
| 14 octobre 1993                                                   | 46  | 4      | 42    | 7   | 3      | Comquest   | NC          | NC     | [ 2 ]  |
| 6 octobre 1993                                                    | 57  | NC     | 32    | NC  | NC     | Angus Reid | NC          | ± 10,0 | [ 3 ]  |
| 14 septembre 1993                                                 | 48  | 3      | 42    | 5   | 3      | Comquest   | NC          | ± 8,8  | [ 4 ]  |
| Déclenchement officiel des élections fédérales (8 septembre 1993) |     |        |       |     |        |            |             |        |        |
| 13 juillet 1993                                                   | 59  | 2      | 29    | 11  | 0      | Gallup     | NC          | NC     | PDF    |
| 17 mai 1993                                                       | 43  | NC     | 40    | 16  | NC     | Gallup     | NC          | NC     | ,      |
| 8 février 1992                                                    | 44  | 7      | 22    | 26  | 0      | Gallup     | 100         | NC     | [ 16 ] |
| 5 février 1992                                                    | 53  | 6      | 21    | 18  | 2      | Angus Reid | NC          | NC     | [ 17 ] |
| 28 octobre 1991                                                   | 51  | 5      | 14    | 25  | 5      | Environics | NC          | NC     | [ 19 ] |
| 8 juin 1991                                                       | 31  | 10     | 29    | 28  | 2      | Gallup     | NC          | NC     | [ 21 ] |
| 7 mai 1991                                                        | 39  | 4      | 26    | 29  | NC     | Angus Reid | NC          | NC     |        |
| 9 mars 1991                                                       | 65  | NC     | 13    | 22  | NC     | Gallup     | NC          | NC     | [ 61 ] |
| 9 février 1991                                                    | 60  | NC     | 8     | 28  | NC     | Gallup     | NC          | NC     | [ 27 ] |
| 20 octobre 1990                                                   | 54  | 1      | 20    | 23  | 1      | Environics | NC          | NC     | [ 34 ] |
| 11 août 1990                                                      | 59  | NC     | 18    | 17  | NC     | Gallup     | NC          | NC     | [ 62 ] |
| 14 juillet 1990                                                   | 64  | NC     | 13    | 15  | NC     | Gallup     | NC          | NC     | PDF    |
| 5 mai 1990                                                        | 68  | NC     | 18    | 12  | 2      | Gallup     | NC          | NC     | [ 41 ] |
| 10 février 1990                                                   | 59  | NC     | 17    | 14  | NC     | Gallup     | NC          | NC     | [ 63 ] |
| 11 novembre 1989                                                  | 54  | NC     | 37    | NC  | NC     | Gallup     | NC          | NC     | [ 48 ] |
| 5 octobre 1989                                                    | 61  | NC     | 17    | 15  | 7      | Gallup     | NC          | NC     | [ 50 ] |
| 21 juin 1989                                                      | 52  | NC     | 32    | 15  | 1      | Environics | NC          | NC     | [ 54 ] |

### Au Québec
| Intentions de votes au Québec pendant la 34e législature du Canada      |
|                                                                         |
| (1) marque l'annonce de la démission du premier ministre Brian Mulroney |

La période située entre les élections fédérales de 1988 et celles de 1993 est notamment marquée par la création du Bloc québécois qui recueille dès l'été 1990 une part importante des intentions de votes (20 à 30 %). Plusieurs phases peuvent être relevées :
- De la fin 1988 à la mi-1990 le Parti libéral du Canada maintient une légère avance, profitant de l'impopularité croissance du gouvernement de Brian Mulroney. Le NDP en profite également et enregistre de relativement bon scores dans les enquêtes d'opinions (autour de 20-25 %) ;
- L'irruption à l'été 1990 du Bloc québécois sur la scène fédérale après l'échec de l'Accord du Lac Meech vient gruger les appuis des autres partis fédéraux. Le Bloc devient le parti recueillant le plus d'appui jusqu'au début 1993. Les appuis au NPD amorcent alors une longue descente ;
- En février 1993 l'annonce de la démission de Brian Mulroney relance les appuis du Parti progressiste-conservateur. Ce dernier redevient brièvement le parti le plus populaire au Québec, après que Kim Campbell soit élue cheffe du parti et première ministre du Canada ;
- Lors de la campagne électorale lancée à mi-septembre 1993 les appuis aux progressistes-conservateurs chutent dramatiquement au Québec (et partout ailleurs au pays) au profit du Bloc québécois.

### En Ontario
Le Parti libéral est globalement en avance dans la province sur toute la période à deux exceptions près :
- À l'automne 1990 le NPD dépasse brièvement le PLC après l'élection d'un gouvernement provincial NPD mené par Bob Rae. Le NPD connait un bond immédiat de 20 points, mais la dynamique s'essoufle au printemps 1991 et le Parti libéral reprend les devants à partir de mars 1991. Le NDP baisse continuellement dans les intentions de vote du début 1991 aux élections de 1993 où ils recueillent seulement 6 % et aucun siège ;
- Peu avant le déclenchement des élections les progressistes-conservateurs prennent une avance d'un seul point dans un sondage Environics.

Après le déclenchement de la campagne les progressistes-conservateurs perdent une part substantielle de leur appui au profit du Parti libéral et aussi du Parti réformiste. Le PLC remporte une nette victoire avec 52,9 % des voix (première fois depuis 1958 qu'un parti remporte plus de 50 % des voix en Ontario) et 98 sièges sur 99 (le seul autre siège, Simcoe-Centre, est remporté par le Parti réformiste).
|                                                                         |
| (1) marque l'annonce de la démission du premier ministre Brian Mulroney |

| Dernier jour du sondage                                                        | PLC  | Reform | P.-C. | NPD  | Autres | Sondeur    | Échantillon | M.E.  | Source |
| ------------------------------------------------------------------------------ | ---- | ------ | ----- | ---- | ------ | ---------- | ----------- | ----- | ------ |
| Dernier jour du sondage                                                        |      |        |       |      |        | Sondeur    | Échantillon | M.E.  | Source |
| Résultats du vote                                                              | 52,9 | 20,1   | 17,6  | 6,0  | 3,4    |            |             |       |        |
| 20 octobre 1993                                                                | 56   | 21     | 18    | 3    | 3      | Gallup     | NC          | NC    | PDF    |
| 20 octobre 1993                                                                | 55   | 18     | 19    | 7    | 1      | Angus Reid | NC          | ± 4,0 | [ 1 ]  |
| 14 octobre 1993                                                                | 51   | 19     | 22    | 7    | 1      | Comquest   | NC          | NC    | PDF    |
| 6 octobre 1993                                                                 | 48   | 20     | 24    | NC   | NC     | Angus Reid | NC          | ± 4,5 | [ 3 ]  |
| 23 septembre 1993                                                              | 44   | 13     | 31    | 8    | NC     | Gallup     | NC          | NC    | PDF    |
| 23 septembre 1993                                                              | 50   | NC     | 27    | 4    | NC     | Léger      | NC          | NC    | PDF    |
| 22 septembre 1993                                                              | 46   | 12     | 34    | 6    | NC     | CROP       | NC          | NC    | PDF    |
| 14 septembre 1993                                                              | 44   | 11     | 35    | 8    | 2      | Comquest   | NC          | ± 4,2 | [ 4 ]  |
| 9 septembre 1993                                                               | 45   | 11     | 34    | 8    | 2      | Angus Reid | NC          | NC    | [ 6 ]  |
| Déclenchement officiel des élections fédérales (8 septembre 1993)              |      |        |       |      |        |            |             |       |        |
| 3 septembre 1993                                                               | 37   | 13     | 38    | 10   | 2      | Environics | NC          | NC    | [ 64 ] |
| 13 juillet 1993                                                                | 50   | 9      | 31    | 8    | NC     | Gallup     | NC          | NC    | PDF    |
| 17 mai 1993                                                                    | 47   | 10     | 34    | 9    | 0      | Gallup     | 1 040       | NC    | PDF    |
| 16 novembre 1992                                                               | 53   | 11     | 22    | 14   | NC     | Gallup     | NC          | NC    | PDF    |
| 26 mai 1992                                                                    | 45   | 12     | 21    | 20   | 2      | Angus Reid | NC          | NC    | [ 15 ] |
| 8 février 1992                                                                 | 50   | 13     | 10    | 25   | 2      | Gallup     | 341         | NC    | [ 16 ] |
| 5 février 1992                                                                 | 45   | 14     | 14    | 25   | 2      | Angus Reid | NC          | NC    | [ 17 ] |
| 28 octobre 1991                                                                | 48   | 10     | 15    | 26   | 1      | Environics | NC          | NC    | [ 19 ] |
| 8 juin 1991                                                                    | 45   | 18     | 14    | 21   | 2      | Gallup     | NC          | NC    | [ 21 ] |
| 7 mai 1991                                                                     | 37   | 17     | 15    | 12   | NC     | Angus Reid | NC          | NC    |        |
| 4 mai 1991                                                                     | 39   | 13     | 15    | 32   | 1      | Gallup     | NC          | NC    | [ 25 ] |
| 9 mars 1991                                                                    | 40   | NC     | 17    | 38   | NC     | Gallup     | NC          | NC    | [ 61 ] |
| 9 février 1991                                                                 | 34   | 6      | 16    | 42   | 2      | Gallup     | NC          | NC    | [ 27 ] |
| 5 janvier 1991                                                                 | 30   | 3      | 8     | 56   | NC     | Gallup     | NC          | NC    | [ 29 ] |
| 19 novembre 1990                                                               | 32   | 8      | 12    | 43   | 5      | Environics | NC          | NC    | [ 32 ] |
| 20 octobre 1990                                                                | 40   | 2      | 13    | 42   | 3      | Environics | NC          | NC    | [ 34 ] |
| Le NPD mené par Bob Rae obtient un gouvernement majoritaire (6 septembre 1990) |      |        |       |      |        |            |             |       |        |
| Le NPD remporte l'élection partielle d'Oshawa (en) (13 août 1990)              |      |        |       |      |        |            |             |       |        |
| 11 août 1990                                                                   | 54   | NC     | 18    | 25   | NC     | Gallup     | NC          | NC    | [ 37 ] |
| 14 juillet 1990                                                                | 61   | NC     | 15    | 22   | NC     | Gallup     | NC          | NC    | PDF    |
| 5 mai 1990                                                                     | 52   | NC     | 16    | 25   | NC     | Gallup     | NC          | NC    | [ 41 ] |
| 7 avril 1990                                                                   | 54   | NC     | 13    | 27   | NC     | Gallup     | NC          | NC    | [ 42 ] |
| 10 février 1990                                                                | 56   | NC     | 17    | 26   | NC     | Gallup     | NC          | NC    | [ 45 ] |
| 21 décembre 1989                                                               | 48   | NC     | 19    | 30   | NC     | Angus Reid | NC          | NC    | [ 47 ] |
| 11 novembre 1989                                                               | 50   | NC     | 23    | 24   | NC     | Gallup     | NC          | NC    | [ 48 ] |
| 5 octobre 1989                                                                 | 46   | NC     | 36    | 13   | NC     | Gallup     | NC          | NC    | [ 50 ] |
| 9 septembre 1989                                                               | 47   | NC     | 27    | 24   | NC     | Gallup     | NC          | NC    | [ 51 ] |
| 21 juin 1989                                                                   | 40   | NC     | 31    | 27   | NC     | Environics | NC          | NC    | [ 54 ] |
| 25 mars 1989                                                                   | 38   | NC     | 34    | 25   | NC     | Environics | NC          | NC    | [ 57 ] |
| 4 mars 1989                                                                    | 38   | NC     | 35    | 24   | 4      | Gallup     | 361         | NC    | [ 58 ] |
| Élection de 1988                                                               | 38,9 | –      | 38,2  | 20,1 | 2,8    |            |             |       |        |

### En Alberta et dans les Prairies
| Sondeur    | Date              | Libéral | Libéral | Libéral | Réformiste | Réformiste | Réformiste | PC | PC | PC | NPD | NPD | NPD | Autres | Autres | Autres |
| ---------- | ----------------- | ------- | ------- | ------- | ---------- | ---------- | ---------- | -- | -- | -- | --- | --- | --- | ------ | ------ | ------ |
| Sondeur    | Date              |         |         |         |            |            |            |    |    |    |     |     |     |        |        |        |
| Sondeur    | Date              | AB      | SK      | MB      | AB         | SK         | MB         | AB | SK | MB | AB  | SK  | MB  | AB     | SK     | MB     |
| Angus Reid | 20 octobre 1993   | 30      | 43      | 43      | 46         | 22         | 22         | 18 | 19 | 19 | 4   | 13  | 13  | 3      | 3      | 3      |
| Comquest   | 14 octobre 1993   | 30      | 55      | 55      | 41         | 16         | 16         | 24 | 15 | 15 | 5   | 15  | 15  | 0      | 0      | 0      |
| Angus Reid | 6 octobre 1993    | 25      | 34      | 34      | 45         | 20         | 20         | 21 | 21 | 21 | NC  | 21  | 21  | NC     | NC     | NC     |
| CROP       | 22 septembre 1993 | 25      | NC      | NC      | 30         | NC         | NC         | 35 | NC | NC | NC  | NC  | NC  | NC     | NC     | NC     |
| Comquest   | 14 septembre 1993 | 23      | 34      | 34      | 28         | 9          | 9          | 43 | 40 | 40 | 3   | 17  | 17  | 4      | 0      | 0      |
| Environics | 3 septembre 1993  | 24      | NC      | NC      | 25         | NC         | NC         | 41 | NC | NC | 9   | NC  | NC  | 2      | NC     | NC     |
| Angus Reid | 5 août 1993       | 33      | NC      | NC      | 24         | NC         | NC         | 35 | NC | NC | NC  | NC  | NC  | NC     | NC     | NC     |
| Angus Reid | 30 janvier 1993   | 39      | 38      | 38      | 21         | 4          | 4          | 22 | NC | NC | NC  | 35  | 35  | NC     | NC     | NC     |
| Gallup     | 8 février 1992    | 22      | 36      | 36      | 52         | 7          | 7          | 7  | 7  | 7  | 19  | 45  | 45  | 0      | 4      | 4      |
| Environics | 28 octobre 1991   | 20      | 25      | 25      | 40         | 22         | 22         | 11 | 22 | 22 | 27  | 29  | 29  | 2      | 2      | 2      |
| Gallup     | 8 juin 1991       | 26      | 29      | 29      | 49         | 24         | 24         | 11 | 12 | 12 | 14  | 35  | 35  | 0      | 0      | 0      |
| Environics | 20 octobre 1990   | 33      | 33      | 33      | 24         | 24         | 24         | 13 | 13 | 13 | 30  | 30  | 30  | 1      | 1      | 1      |

### En Colombie-Britannique
La 34e législature est marquée par l'affaiblissement significatif des deux partis arrivés en tête lors des élections de 1988 soit :
- Le Nouveau parti démocratique, qui demeure globalement en tête des intentions de votes jusqu'à la mi-1992 mais chute précipitamment à la fin de 1992 et en 1993 ;
- Le Parti progressiste-conservateur qui atteint dès 1990 des niveaux d'appuis à un chiffre mais qui connaît un rebond au premier semestre 1993 après la démission de Brian Mulroney. Les appuis, encore significatifs en août-septembre 1993, chutent rapidement au cours de la campagne électorale.

Le Parti réformiste est le principal bénéficiaire de l'affaiblissement des deux partis mentionnés plus haut, et obtient 24 des 32 sièges en jeu dans la province lors des élections. Le Parti libéral fait une bonne performance, gagnant 6 sièges (contre 1 seul, celui de John Turner, en 1988) sur un score en hausse de près de 8 points par rapport à 1988, son meilleur score dans la province depuis 1974.
|                                                                         |
| (1) marque l'annonce de la démission du premier ministre Brian Mulroney |

| Dernier jour du sondage                                           | PLC  | Reform | P.-C. | NPD  | Autres | Sondeur    | Échantillon | M.E.  | Source |
| ----------------------------------------------------------------- | ---- | ------ | ----- | ---- | ------ | ---------- | ----------- | ----- | ------ |
| Dernier jour du sondage                                           |      |        |       |      |        | Sondeur    | Échantillon | M.E.  | Source |
| Résultats du vote                                                 | 28,1 | 36,4   | 13,5  | 15,5 | 6,5    |            |             |       |        |
| 20 octobre 1993                                                   | 29   | 34     | 16    | 15   | 5      | Gallup     | NC          | NC    | PDF    |
| 20 octobre 1993                                                   | 33   | 33     | 15    | 16   | 2      | Angus Reid | NC          | ± 4,5 | [ 1 ]  |
| 14 octobre 1993                                                   | 31   | 26     | 25    | 13   | 5      | Comquest   | NC          | ± 5,9 | PDF    |
| 6 octobre 1993                                                    | 24   | 36     | 19    | 13   | NC     | Angus Reid | NC          | ± 4,5 | [ 3 ]  |
| 25 septembre 1993                                                 | 30   | 30     | 24    | 13   | NC     | Gallup     | NC          | NC    | PDF    |
| 23 septembre 1993                                                 | 17   | 32     | 30    | NC   | NC     | Léger      | NC          | NC    | PDF    |
| 22 septembre 1993                                                 | 17   | 29     | 26    | NC   | NC     | CROP       | NC          | NC    | PDF    |
| 14 septembre 1993                                                 | 22   | 23     | 34    | 15   | 7      | Comquest   | NC          | ± 7,5 | [ 4 ]  |
| Déclenchement officiel des élections fédérales (8 septembre 1993) |      |        |       |      |        |            |             |       |        |
| 16 août 1993                                                      | 35   | 15     | 29    | 17   | 4      | Gallup     | NC          | NC    | PDF    |
| 5 août 1993                                                       | 35   | 20     | 28    | 13   | 4      | Angus Reid | NC          | NC    | [ 67 ] |
| 13 juillet 1993                                                   | 37   | 13     | 39    | 8    | 3      | Gallup     | NC          | NC    | PDF    |
| 17 mai 1993                                                       | 36   | 20     | 19    | NC   | NC     | Gallup     | 1 040       | NC    | PDF    |
| 30 janvier 1993                                                   | 38   | 14     | NC    | 27   | NC     | Angus Reid | NC          | ± 8,0 | [ 12 ] |
| 26 mai 1992                                                       | 30   | 20     | 16    | 29   | 5      | Angus Reid | NC          | NC    | [ 15 ] |
| 8 février 1992                                                    | 23   | 23     | 10    | 42   | 4      | Gallup     | 120         | NC    | [ 16 ] |
| 5 février 1992                                                    | 34   | 25     | 7     | 33   | 1      | Angus Reid | NC          | NC    | [ 17 ] |
| 28 octobre 1991                                                   | 40   | 13     | 9     | 36   | 2      | Environics | NC          | NC    | [ 19 ] |
| 8 juin 1991                                                       | 22   | 20     | 18    | 34   | 6      | Gallup     | NC          | NC    | [ 21 ] |
| 7 mai 1991                                                        | NC   | 30     | NC    | 30   | NC     | Angus Reid | NC          | NC    |        |
| 9 mars 1991                                                       | 30   | 14     | 18    | 38   | 0      | Gallup     | NC          | NC    | [ 61 ] |
| 9 février 1991                                                    | 24   | 15     | 15    | 44   | 2      | Gallup     | NC          | NC    | [ 61 ] |
| 11 août 1990                                                      | 37   | 17     | NC    | 28   | NC     | Gallup     | NC          | NC    | ,      |
| 20 octobre 1990                                                   | 30   | 20     | 11    | 37   | 3      | Environics | NC          | NC    | [ 34 ] |
| 14 juillet 1990                                                   | 38   | 20     | 8     | 33   | 1      | Gallup     | NC          | NC    | PDF    |
| 5 mai 1990                                                        | 32   | NC     | 11    | 50   | NC     | Gallup     | NC          | NC    | [ 41 ] |
| 10 février 1990                                                   | 23   | 4      | 22    | 46   | 5      | Gallup     | NC          | NC    | [ 63 ] |
| 11 novembre 1989                                                  | 25   | NC     | 16    | 45   | 14     | Gallup     | NC          | NC    | [ 48 ] |
| 5 octobre 1989                                                    | 29   | NC     | 26    | 42   | 3      | Gallup     | NC          | NC    | [ 50 ] |
| Élection de 1988                                                  | 20,4 | 4,8    | 35,3  | 37,0 | 2,5    |            |             |       |        |